# Xã Meckling, Quận Clay, Nam Dakota
Xã Meckling (tiếng Anh: Meckling Township) là một xã thuộc quận Clay, tiểu bang Nam Dakota, Hoa Kỳ. Năm 2010, dân số của xã này là 234 người.